# Гаргула Василь Денисович
Василь Денисович Гаргула (нар. 21 червня 1941, с. Вербовець Лановецького району, Тернопільської області) — український вчений в галузі медицини, кандидат медичних наук, доцент Тернопільського державного медичного університету.

## Освіта
У 1957 р. закінчив середню школу в селі Вербовець, Ланівецький район Тернопільської області. Після, в тому ж році, вступив до Ковельського медичного училища. Навчання успішно завершив 1960 р. та через три роки, у 1963 р., почав здобувати освіту вже у Тернопільському національному медичному університеті за спеціальністю "лікар-лікувальник". Атестат отримав 1969 р. і невдовзі, у 1972 р., отримав місце у аспірантурі при кафедрі оперативної хірургії та топографічної анатомії у тому ж Тернопільському медичному університеті. Проходив спеціалізацію у Київському інституті травматології й ортопедії та у Київському інституті нейрохірургії. У Московському медичному стоматологічному інституті ім. Н. О. Семашко захистив кандидатську дисертацію на тему: «Корекція порушень моторної діяльності дванадцятипалої кишки в хірургії виразкової хвороби» за спеціальністю хірургія. За медичні успіхи присвоєний наукового ступеня кандидата медичних наук⁣, а згодом доцента.

## Трудова діяльність
Після закінчення медичного училища Василь Денисович три роки працював у селах Волинської та Тернопільської областей завідувачем фельдшерсько-акушерських пунктів, виконував роботу фельдшера, медбрата, лікаря, й навіть санітара: приймав та лікував хворих селян, проводив медичні огляди вів диспансерний облік, приймав пологи. Під час навчання у медінституті працював медбратом в хірургічному відділенні Тернопільської обласної клінічної лікарні. Після отримання вищої освіти працював лікарем-хірургом у районній лікарні м. Жовтневе, Миколаївська область. Займаючись у лікарні медичною діяльністю, за короткий час Василь Денисович став кваліфікованим травматологом. За свою плідну працю неодноразово нагороджувався районною та обласною спільнотою. З 1975 року почав працювати в Тернопільському медичному університеті, спочатку асистентом кафедри, потім старшим викладачем, доцентом.

## Нагороди
За значні медичні досягнення нагороджений медаллю "Ветеран праці".

## Доробок
Автор та співавтор понад 200 наукових праць, 37 раціоналізаторських пропозицій, 3 навчальних посібників, 35 авторських свідоцтв й патентів на винаходи, піонер морфологічних досліджень на тему вивчення пейсмекерних функцій, спричинених різними захворюваннями шлунково-кишкового тракту у хворих.

## Праці
- Функционально-морфологические изменения культи желудка и отводящей петли в отдаленные сроки после резекции желудка по поводу язвенной болезни // Врачебное дело. — 1975. — № 12. — С. 12—18. — (рос.).
- Методические разработки для самоподготовки к практическим занятиям по частной оперативной хирургии и топографической анатомии для студентов лечебного факультета. Ч. 1. — Тернополь : Збруч, 1984. — 68 c. — (рос.).
- Методические разработки для самоподготовки к практическим занятиям по частной оперативной хирургии и топографической анатомии для студентов лечебного факультета. Ч. 2. — Тернополь: Збруч, 1984. — 60 с. — (рос.).
- Пейсмекер, який задає ритм скорочень дванадцятипалої кишки і його стимуляція при хронічній дуоденальній непрохідності //Дослідження і перспективи клінічної і експериментальної медицини. — Тернопіль, 1995. — С. 369—371.
- Корпоративна сегментарна резекція шлунка з збереженням вагусної інервації шлункового пейсмейкера в поєднанні з СПВ дренуючими операціями в хірургії пілородуоденальних стенозів // Актуальні питання клінічної і експериментальної медицини. — Тернопіль, 1995. — С. 141—144.
- Динаміка місцевих імунних реакцій в слизовій оболонці дванадцятипалої кишки при хронічному первинному дуоденіті // Науковий вісник Ужгородського університету. Серія : Медицина. Вип.12. — Ужгород, 2000. — С. 12—14.
- Методичні розробки до практичних занять з оперативної хірургії і топографічної анатомії для студентів стоматологічного факультету. — Тернопіль : Укрмедкнига, 2006. — 206 с.
- Використання екстракорпоральних методів у передопераційній підготовці хворих на дифузний токсичний зоб // Здобутки клінічної і експериментальної медицини. — Тернопіль : Укрмедкнига, 2007. — С. 93—95.
- Морфометрична оцінка структурної перебудови внутрішньо органних артерій щитоподібної залози при тиреотоксикозі // Шпитальна хірургія. — 2009. — № 1. — С. 39—42.
- Морфометрична характеристика дванадцятипалої кишки у експериментальних тварин // Вісник Львівського університету. Вип. 59. — Львів, 2012. — С. 271—276.

## Патенти
- Способ резекции желудка (RU 1803050): A61B17 — Хирургические инструменты, устройства или способы, например турникеты (A61B 18/00 имеет преимущество; контрацептивы, пессарии или аппликаторы для них A61F 6/00; глазная хирургия A61F 9/007, хирургия уха A61F 11/00.
- Способ увеличения коронарного кровотока при ишемии миокарда у экспериментальных животных (RU 1812987): A61H23/02 — с электрическим или магнитным приводом.
- Способ резекции желудка (RU 1797863): A61B17 — Хирургические инструменты, устройства или способы, например турникеты (A61B 18/00 имеет преимущество; контрацептивы, пессарии или аппликаторы для них A61F 6/00; глазная хирургия A61F 9/007, хирургия уха A61F 11/00).
- Способ моделирования язвы желудка (RU 1561080): G09B23/28 — в медицине.
- Спосіб резекції шлунку, Номер патенту 24950А.
- Спосіб моделювання гіпотонії жовчного міхура, Номер патенту 10042А.
- Перфоратор, Посвідчення на рац. пропозицію № 34, 12.12.2002, ТДМА.
- Спосіб моделювання перфоративної виразки шлунка, Номер патенту: 46359, МПК: G09B 23/28, A61K 31/00.
- Спосіб хірургічного лікування виразкової хвороби шлунка, Номер патенту: 47356, МПК: A61B 17/3205, A61B 17/11.
- Спосіб хірургічного лікування виразкової хвороби шлунка, Номер патенту: 47356, МПК: A61B 17/3205, A61B 17/11.